# Felicissimo
Felicissimo (latino: Felicissimus; ... – 271) fu un funzionario civile sotto l'imperatore romano Aureliano, incaricato della direzione della zecca di Roma.
Fu coinvolto nella rivolta dei lavoratori della zecca, che venne spenta nel sangue nel 271.

## Biografia

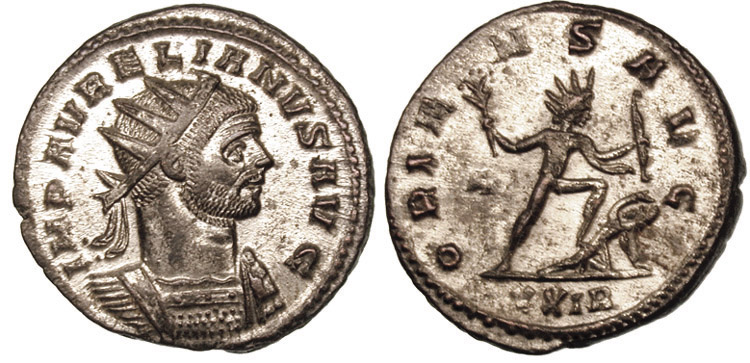
Antoniniano coniato dalla zecca di Roma nel 274/275, dopo la rivolta di Felicissimo e la riforma monetaria di Aureliano. Dopo la rivolta, la zecca rimase chiusa per tre anni e alla sua riapertura non riguadagnò più il ruolo di zecca principale dell'impero.

Appartenente all'ordine equestre, Felicissimo ricoprì sotto Aureliano il ruolo di rationalis, cioè di responsabile del sistema monetario. Il compito più importante di un rationalis era quello di amministrare le zecche imperiali.
Prima del 271, probabilmente già dal regno di Claudio il Gotico, i lavoratori della zecca di Roma avevano messo in piedi una truffa ai danni dello stato, sia sottraendo il metallo pregiato destinato alla coniazione sostituendolo con metallo non pregiato che tosando i bordi delle monete per asportare l'argento; la zecca di Roma, sin dall'epoca di Claudio II il Gotico, produceva monete con contenuto di argento pari al 54% di quello delle altre zecche.
In occasione della grande paura pubblica causata dall'invasione degli Alemanni Iutungi, che nel 271 giunsero in Italia sconfiggendo Aureliano a Piacenza e puntando su Roma, e a causa della paura che l'imperatore scoprisse e punisse la truffa, i lavoratori della zecca iniziarono una sommossa, sotto la guida di Felicissimo, occupando il Celio. La rivolta ebbe il sostegno della popolazione e, probabilmente, anche di alcuni senatori, la cui opposizione ad Aureliano derivava dalla volontà dell'imperatore di diminuire il prestigio e il potere del Senato Romano. Dopo uno scontro sanguinoso, passato alla storia come Bellum Monetariorum e che vide la morte di 7.000 soldati, i rivoltosi vennero sconfitti, e Felicissimo fu ucciso.
In un atto collegato a questa rivolta, sia che sia avvenuto prima che dopo la sommossa, Aureliano chiuse la zecca di Roma, che rimase inattiva per tre anni fino al 274, mise a morte diversi senatori come complici della rivolta, togliendo al Senato il diritto di coniare le monete di bronzo, e provvedette ad una prima, piccola riforma del sistema monetario, che riformò più radicalmente nel 274.
Sebbene Felicissimo sia incluso tra gli usurpatori di Aureliano, sembra da escludersi che abbia voluto farsi imperatore. Riguardo alla sua partecipazione alla rivolta, Eutropio sembra affermare che questa iniziò dopo la morte di Felicissimo, forse come reazione alla sua esecuzione: un'altra ipotesi è che gli stessi lavoratori abbiano assassinato il rationalis. Riguardo ai partecipanti alla ribellione, è probabile che non ci fossero abbastanza lavoratori da scatenare una ribellione così sanguinosa: considerata la reazione di Aureliano, è possibile che tale ribellione avesse il supporto dei senatori.